# ZSU-57-2
ZSU-57-2 är en lätt bepansrad luftvärnskanonvagn av sovjetisk ursprung som är beväpnad med två 57 mm automatkanoner. ZSU står för Zenitnaya Samokhodnaya Ustanovka - "självgående luftvärnssystem".

## Historia

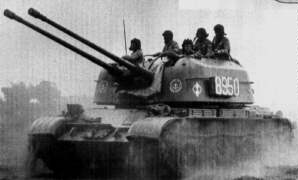
ZSU-57-2 luftvärnskanonvagn

Fordonet trädde i tjänst år 1955 och produktionen fortsatte fram till 1960. Fordonet bar ett S-68 kanonsystem som utvecklats av V. G. Grabins grupp vid NII-58 och som bestod av två 57 mm L/69 S-60 automatkanoner i ett stort torn som var öppet uppåt. Tornet var monterat på ett modifierat chassi från en T-54-stridsvagn.
Kanonen kunde skjuta upp till 120 FRAG-T eller APC-T granater per minut från varje pipa, och vid ihållande eld kunde man skjuta cirka 70 skott per minut per pipa. Den maximala horisontala räckvidden var 12 000 meter (medan den effektiva räckvidden var omkring 4 000 meter) och den maximala räckvidden i höjdled var 8 000 meter (effektiv räckvidden i höjdled var omkring 4 250 meter). Fordonet kunde bära med sig ett ammunitionsförråd på 300 granater som förvarades på insidan. Eldledningssystemet var helt optiskt och radar saknades. 
ZSU-57-2 deltog i strid för första gången i Vietnamkriget. Iran använde sina ZSU-57-2 i Iran–Irak-kriget. Liksom många andra luftvärnskanoner användes den ofta mot markmål. Luftvärnsegenskaperna hos ZSU-57-2 var dock otillfredsställande. Dess eldledningskontroll var inte tillräckligt bra, eldhastigheten inte tillräckligt hög och tornet kunde inte röra sig snabbt nog för att effektivt genskjuta jetflygplan som flög på låg höjd (det kan dock noteras att dess motsvarighet i väst, M42 Duster som var beväpnad med Bofors 40 mm automatkanoner hade liknande problem). ZSU-57-2 kom dock att ersättas av ZSU-23-4 Sjilka som hade radar och var beväpnad med fyra kanoner i kaliber 23 mm, men som hade högre eldhastighet.

## Användare
Fordonet såldes eller gavs till Angola, Kuba, Östtyskland, Egypten, Finland, Ungern, Iran, Irak, Nordkorea, Kina, Polen, Syrien, Vietnam. Den kinesiska luftvärnsvagnen Type 80 har samma torn som ZSU-57-2 men ett annorlunda amfibiegående chassi. Nordkorea utvecklade en variant av ZSU-57-2 som baserade sig på chassit av den kinesiska Type 59-stridsvagnen.